# Huixian
Huixian (în chineză simplificată: 辉县; chineză tradițională: 輝縣; pinyin: Huīxiàn) este un oraș la nivel de comitat aflat sub administrarea orașului prefectoral Xinxiang⁠(d), în nord-vestul provinciei Henan, China, învecinat cu provincia Shanxi la nord-vest.

## Diviziuni administrative
Din 2012, acest oraș este împărțit în 2 subdistricte, 11 orașe și 9 municipii.
Subdistricte
- Subdistrictul Chengguan (城关街道)
- Subdistrictul Huqiao (胡桥街道)

Orașe
| - Baobi (薄壁镇) - Yuhe (峪河镇) - Baiquan (百泉镇) - Mengzhuang (孟庄镇) - Changcun (常村镇) - Wucun (吴村镇) | - Nancun (南村镇) - Nanzhai (南寨镇) - Shangbali (上八里镇) - Beiyunmen (北云门镇) - Zhancheng (占城镇) |

Municipii
| - Municipiul Huangshui (黄水乡) - Municipiul Gaozhuang (高庄乡) - Municipiul Zhangcun (张村乡) - Municipiul Hongzhou (洪洲乡) - Municipiul Xipingluo (西平罗乡) | - Municipiul Paishitou (拍石头乡) - Municipiul Zhaogu (赵固乡) - Municipiul Shayao (沙窑乡) - Municipiul Jitun (冀屯乡) |

## Clima
| Date climatice pentru Huixian (1991–2020 normals, extremes 1981–2010) | Date climatice pentru Huixian (1991–2020 normals, extremes 1981–2010) | Date climatice pentru Huixian (1991–2020 normals, extremes 1981–2010) | Date climatice pentru Huixian (1991–2020 normals, extremes 1981–2010) | Date climatice pentru Huixian (1991–2020 normals, extremes 1981–2010) | Date climatice pentru Huixian (1991–2020 normals, extremes 1981–2010) | Date climatice pentru Huixian (1991–2020 normals, extremes 1981–2010) | Date climatice pentru Huixian (1991–2020 normals, extremes 1981–2010) | Date climatice pentru Huixian (1991–2020 normals, extremes 1981–2010) | Date climatice pentru Huixian (1991–2020 normals, extremes 1981–2010) | Date climatice pentru Huixian (1991–2020 normals, extremes 1981–2010) | Date climatice pentru Huixian (1991–2020 normals, extremes 1981–2010) | Date climatice pentru Huixian (1991–2020 normals, extremes 1981–2010) | Date climatice pentru Huixian (1991–2020 normals, extremes 1981–2010) |
| Luna                                                                  | Ian                                                                   | Feb                                                                   | Mar                                                                   | Apr                                                                   | Mai                                                                   | Iun                                                                   | Iul                                                                   | Aug                                                                   | Sep                                                                   | Oct                                                                   | Nov                                                                   | Dec                                                                   | Anual                                                                 |
| --------------------------------------------------------------------- | --------------------------------------------------------------------- | --------------------------------------------------------------------- | --------------------------------------------------------------------- | --------------------------------------------------------------------- | --------------------------------------------------------------------- | --------------------------------------------------------------------- | --------------------------------------------------------------------- | --------------------------------------------------------------------- | --------------------------------------------------------------------- | --------------------------------------------------------------------- | --------------------------------------------------------------------- | --------------------------------------------------------------------- | --------------------------------------------------------------------- |
| Maxima medie °C (°F)                                                  | 5.4 (41,7)                                                            | 9.6 (49,3)                                                            | 15.7 (60,3)                                                           | 22.3 (72,1)                                                           | 27.9 (82,2)                                                           | 32.5 (90,5)                                                           | 32.3 (90,1)                                                           | 31.0 (87,8)                                                           | 27.3 (81,1)                                                           | 21.6 (70,9)                                                           | 13.6 (56,5)                                                           | 7.3 (45,1)                                                            | 20,54 (68,98)                                                         |
| Media zilnică °C (°F)                                                 | 0.0 (32)                                                              | 3.7 (38,7)                                                            | 9.7 (49,5)                                                            | 16.1 (61)                                                             | 21.8 (71,2)                                                           | 26.6 (79,9)                                                           | 27.6 (81,7)                                                           | 26.3 (79,3)                                                           | 21.8 (71,2)                                                           | 15.7 (60,3)                                                           | 8.0 (46,4)                                                            | 1.8 (35,2)                                                            | 14,93 (58,87)                                                         |
| Minima medie °C (°F)                                                  | −4 (24,8)                                                             | −0.9 (30,4)                                                           | 4.5 (40,1)                                                            | 10.5 (50,9)                                                           | 16.1 (61)                                                             | 21.2 (70,2)                                                           | 23.7 (74,7)                                                           | 22.6 (72,7)                                                           | 17.5 (63,5)                                                           | 11.0 (51,8)                                                           | 3.6 (38,5)                                                            | −2.3 (27,9)                                                           | 10,29 (50,53)                                                         |
| Minima istorică °C (°F)                                               | −18.3 (−0.9)                                                          | −17.8 (0)                                                             | −9.3 (15,3)                                                           | −1.1 (30)                                                             | 4.5 (40,1)                                                            | 10.3 (50,5)                                                           | 17.0 (62,6)                                                           | 13.5 (56,3)                                                           | 7.4 (45,3)                                                            | −2.5 (27,5)                                                           | −10.1 (13,8)                                                          | −12.9 (8,8)                                                           | −18,3 (−0,9)                                                          |
| Precipitații mm (inches)                                              | 5.1 (0.201)                                                           | 8.8 (0.346)                                                           | 14.2 (0.559)                                                          | 29.9 (1.177)                                                          | 53.2 (2.094)                                                          | 71.7 (2.823)                                                          | 177.9 (7.004)                                                         | 111.3 (4.382)                                                         | 63.9 (2.516)                                                          | 29.3 (1.154)                                                          | 18.0 (0.709)                                                          | 4.6 (0.181)                                                           | 587,9 (23,146)                                                        |
| Umiditate [%]                                                         | 61                                                                    | 58                                                                    | 56                                                                    | 61                                                                    | 62                                                                    | 60                                                                    | 76                                                                    | 78                                                                    | 73                                                                    | 68                                                                    | 68                                                                    | 63                                                                    | 65,3                                                                  |
| Nr. de zile cu precipitații (≥ 0.1 mm)                                | 2.6                                                                   | 3.3                                                                   | 4.1                                                                   | 5.0                                                                   | 7.0                                                                   | 8.2                                                                   | 12.4                                                                  | 10.3                                                                  | 7.7                                                                   | 6.2                                                                   | 4.5                                                                   | 2.2                                                                   | 73,5                                                                  |
| Nr. mediu de zile cu ninsoare                                         | 3.2                                                                   | 2.7                                                                   | 1.1                                                                   | 0.2                                                                   | 0                                                                     | 0                                                                     | 0                                                                     | 0                                                                     | 0                                                                     | 0                                                                     | 1.0                                                                   | 2.0                                                                   | 10,2                                                                  |
| Ore însorite                                                          | 101.5                                                                 | 115.3                                                                 | 160.4                                                                 | 187.3                                                                 | 206.0                                                                 | 183.1                                                                 | 142.0                                                                 | 150.9                                                                 | 141.6                                                                 | 142.2                                                                 | 123.4                                                                 | 114.1                                                                 | 1.767,8                                                               |
| Sursă: Administrația Meteorologică din China                          |                                                                       |                                                                       |                                                                       |                                                                       |                                                                       |                                                                       |                                                                       |                                                                       |                                                                       |                                                                       |                                                                       |                                                                       |                                                                       |